# John Erskine
John Erskine (5. října 1879 – 2. června 1951) byl americký pedagog a spisovatel.
Narodil se v New Yorku, promoval na Columbia University (magistr umění 1901, Ph.D. 1903). Profesor Erskine byl zaměstnán na Columbia University, kde založil Columbia College of Columbia University (dvouletý pregraduální seminář), kde později vedl program „Masterworks of Western Literature“ (Mistrovská díla západní literatury), dnes známý spíše pod názvem „Literature Humanities“ (Literární humanitní vědy), který dnes tvoří druhou nejdůležitější složku osnov Columbia University.
Je po něm pojmenováno náměstí v Bronxu.
V Česku je známý především pro svůj životopisný román o Françoisi Villonovi Nezbedný mistr balad.

### Anglická bibliografie
- The Elizabethan Lyric (1903)
- Selections from the Faerie Queene (1905)
- Actœon and Other Poems (1907)
- Leading American novelists (1910)
- Written English, with Helen Erskine (1910; revised edition, 1913)
- Selections from the Idylls of the King (1912)
- The Kinds of Poetry (1913)
- Poems of Wordsworth, Shelley, and Keats, with W. P. Trent (1914)
- The Moral Obligation of the Intelligent, and Other Poems (1915)
- The Shadowed Hour (1917)
- Democracy and Ideals (1920)
- The Little Disciple (1923)
- Private Life of Helen of Troy (1925 – česky pod názvem "Soukromý život Heleny Trojské", viz níže)
- Sonata (1925)
- Galahad (1926)
- Adam And Eve (1927 – česky pod názvem "Adam a Eva: Humoristický román", viz níže)
- American Character (1927)
- Prohibition And Christianity, And Other Paradoxes (1927)
- The Delight Of Great Books (1928)
- Penelope's Man (1928)
- Sincerity (1929)
- Uncle Sam In The Eyes Of His Family (1930)
- Cinderella's Daughter, And Other Sequels And Consequences (1930)
- The Brief Hour Of Francois Villon (1937 – česky pod názvem "Nezbedný mistr balad", viz níže)
- The Start Of The Road (1938 – česky pod názvem Začátek cesty, viz níže)

### Vydání v češtině
- Adam a Eva: Humoristický román (1930, přeložil B.Z. Nekovařík)
- Nezbedný mistr balad (1975 a 2002, přeložila Hana Žantovská)
- Nezbedný mistr balad: román (1940 a 1948, přeložila Věra Dědinová-Pešáková)
- Soukromý život Heleny Trojské (1948, 1970, 2000, přeložily Eva Pilařová a Hana Poláková)
- Začátek cesty (1980, přeložila Drahomíra Hlínková)
- Zapomeň, můžeš-li (1937, přeložila L. Weinfurterová)